# Ierkivți, Horol
Ierkivți (în ucraineană Єрківці) este un sat în comuna Tarasivka din raionul Horol, regiunea Poltava, Ucraina.

## Demografie
Componența lingvistică a localității Ierkivți
     Ucraineană (99,28%)
     Alte limbi (0,72%)
Conform recensământului din 2001, majoritatea populației localității Ierkivți era vorbitoare de ucraineană (99,28%), existând în minoritate și vorbitori de alte limbi.